# 台灣特有武術
臺灣特有武術指稱範圍要是從清政府於1684年（清康熙二十三年）在臺設立台廈道之後，逐漸開放漢人開墾台灣，中間還經過日治時期，一直到1949年國民政府遷往台灣這段期間獨自在台灣當地所發展以及醞釀的傳統中國武術，在文化上他與中國大陸的武術是血脈相連的體系。國民政府遷台之後又造就另一波台灣特有武術的形成，這個客觀因素是兩岸分治的結果；加諸中國大陸在文化大革命狂潮下，相形之間台灣仍然保留許多傳統武術韻味，時代背景的激烈變動下，中國武術間接所導致的文化特殊狀況。
以清朝統治台灣期間而言，台灣特有傳統武術範圍大多是屬於中國南派拳術的系統，當時渡海來台的古代中國大陸先民主要是從福建與廣東的泉州人、漳州人以及客家人，這些族群屬於南方漢人。而且今日台灣還有一些南派武術系統是中國大陸已經失傳的武術。這些類別至今尚在流傳者就有：客家流民拳、金鷹拳、布雞拳、食鶴拳。
而國民政府遷台之後，則是帶來了北派武術，形成台灣武術種類多元的狀態。

## 歷史發展

### 概述
根據台灣學者的說法：台灣拳術發展最早可以追溯到明朝遺臣鄭成功開墾台灣，以作為反清復明基地為濫觴。然而鄭氏政權滅亡之後，根據史書所記載說當時在台漢人全部被回歸原籍，因此比較可靠的的看法應該是要從清朝政府允許漢人渡台，台灣武術發展才真正起到作用的觀點較為實際，但因為明寧靖王後代仍在台灣，所以明鄭漢人被驅趕離台說法不合史實；清朝統治期間，來台發展的漢民族系是以福建、廣東地區的閩南人與客家人為主。
日本統治台灣時期，日本政府為壓制台灣民間抗日的運動，嚴禁台灣漢人學習中國傳統武術的政策。因此台灣拳術在這一時期正式走向衰落，不過日本統治時期，日本政府也在台灣發展劍道、柔道。國民政府遷守台灣之後，又因為帶來大量中國大陸各種拳術，當時中國北派武術也隨著來到台灣發展，並且有許多至今中國大陸已經失傳的系統。
由於國民政府來台之後，隨著國民政府來台的武術人士帶入的武術體系如：八極拳、螳螂拳、太極拳、保定跤、形意拳等北方武術也在台灣傳承與札根，當中不乏中央國術館師資陣容；此外之後日韓的武術，如：空手道、跆拳道、合氣道逐漸引進台灣，因而武術的發展朝向更多元，但是這些不屬於台灣特有傳統武術探討範圍。
根據台灣本土派人士的看法：由於國民政府管理下，所謂的中國武術發展是與國民政府一同來台的武術團體所主導的，因此較早在清朝時代在台灣發展的武術，相對之下就沒有看到那麼顯著的活動；此外當時台灣社會面臨一步步的轉變，農業社會轉型為工商業社會，環境因素連影響導致習武文化慢慢褪去。

### 文化分野
台灣歷史發展是一段曲折而且離奇的進程，這段戲劇化的時代更替讓台灣產生不同風格之文化面貌。

#### 荷西時代
殖民歷史由荷蘭與西班牙殖民者在這塊島嶼建政而開始，當時正是明朝年間，世界潮流又逢西方的大航海時代，但是位居東亞的大明帝國在鄭和下西洋以後，便以鎖國政策自守，西人東來者多與明廷貿易為訴求，西方的葡萄牙人以澳門為據點向中國通商，而荷蘭人先據澎湖後轉台灣安平（今台南），西班牙人則進駐在台灣北部的雞籠（今基隆）。歐洲殖民者之中以荷蘭殖民政府在台灣造成的迫害較大；之後遂引爆郭懷一抗荷事件產生。
在這西洋殖民時代裡，並沒有發現到中國武術的發展痕跡，因為當時這塊島嶼還是屬於歷史開發期。

#### 明鄭時代
在荷蘭殖民者被鄭成功將軍驅逐出台灣之後，作為明室代表的鄭氏政權在台灣開始有了武術活動的產生，時任諮議參軍的陳永華將軍乃是讓台灣武術發展史的人物。
鄭氏政權的經營僅有22年，然而欲尋找有關明代風格武術實屬不易，緣自清帝國納入明鄭故土為版圖之後，當時凡為鄭家軍士者幾乎遷回古代中國大陸原籍。加上鄭氏時代距今亦久遠，留下可考之事物也相當稀少。

#### 清治時期
清帝國在台建政共212年，這段期間正是台灣武術醞釀成形的年代。依當時的歷史背景及史料記載而言，當時的大清帝國屬於陸權國家；適逢世界歷史潮流轉變，歐洲進入大航海與海外拓殖時代，清帝國初收台南一帶沿海平原之時，曾經對這該地有臺灣棄留爭議，其後既已納入為版圖之下，官方也無心治理，這情形直到清末才改觀，導因於清末時期西方、日本帝國主義者對台野心促使清廷意識到經營的必要性。
從清帝國無心治理這期間，來台的漢民為了自保，因此習武防身成了必須的條件；由另一個側面來看當時的台灣環境，其實是相當惡劣的。

## 列表
- 白鶴拳發展出五派系：飛鶴拳、食鶴拳、宿鶴拳、鳴鶴拳、縱鶴拳
- 八步螳螂拳
- 客家的流民拳
- 宋江陣
- 西螺七嵌的布雞拳
- 金鷹拳
- 勤習堂的太祖拳